# 山崎日出男
山崎 日出男（やまざき ひでお）は、日本の官僚、外交官。2011年（平成23年）9月1日からボスニア・ヘルツェゴビナ駐箚特命全権大使を務めた。

## 来歴
福井県出身。1979年（昭和54年）大阪大学経済学部卒業、総理府に採用される。内閣府男女共同参画局総務課長などを経て、2004年（平成16年）4月1日総務省統計局総務課長、2007年（平成19年）1月、総務省人事・恩給局次長兼内閣府大臣官房審議官、2008年（平成20年）2月29日内閣官房内閣審議官兼公文書管理検討室長、2008年（平成20年）内閣府大臣官房政策評価審議官兼内閣府大臣官房審議官。2009年（平成21年）7月7日、国立公文書館理事。2011年（平成23年）9月1日から2015年3月、ボスニア・ヘルツェゴビナ駐箚特命全権大使。2015年4月から2016年6月1まで迎賓館長。
2017年4月1日より、学校法人昭和女子大学監事。同年7月4日より、公益社団法人日本広報協会理事長。2023年4月1日より、学校法人昭和女子大学理事長。